# Pittino
Il pittino è una variante del tennis praticata come riscaldamento o esercizio per allenare sensibilità e tocco di palla, allo scopo di esercitare i bambini in modo adatto alle loro forze e capacità o per semplice divertimento.
Il campo di gioco è costituito da due aree di servizio di un campo da tennis divise dalla rete.
Le regole di base corrispondono a quelle del tennis, mentre sono previste alcune regole specifiche, delle quali esistono numerose varianti. A titolo di esempio si riportano le seguenti:
- il giocatore mette in gioco la palla con un doppio rimbalzo: il primo deve avvenire nel suo campo e il secondo in quello dell'avversario (analogamente al servizio nel tennistavolo)
- i punti vengono contati come in un tie-break, si gioca al meglio dei 3 tie-break
- non si può tirare addosso all'avversario